# Sven Pettersson (Ballsportler)
Sven Pettersson (* 22. September 1933; † Juni 2008) war ein schwedischer Sportler. Sowohl im Handball als auch im Fußball spielte er jeweils in der höchsten schwedischen Spielklasse und wurde zweimal Landesmeister im Handball.

## Werdegang
Pettersson trat für Ystads IF in beiden Sportarten an, größter Erfolg war 1954 der dritte Platz mit der Handballmannschaft in der seinerzeit erstklassigen Allsvenskan. Als 1956 Erik Persson, der Trainer von Helsingborgs IF, kurzzeitig bei der fünftklassig spielenden Fußballmannschaft aushalf, entdeckte er den jungen Spieler und setzte ihn in einem Testspiel gegen Manchester United ein. Bei der 2:5-Niederlage überzeugte er und wechselte zum Klub aus Helsingborg. In der Folge wechselte er auch den Handballverein und schloss sich Vikingarnas IF an. In seiner ersten Spielzeit bei HIF, der Fotbollsallsvenskan 1956/57, gehörte er als Stammspieler zur Mannschaft, die den dritten Tabellenplatz herausspielte. Mit guten Leistungen in der anschließenden Spielzeit 1957/58, in der er 20 Saisontore erzielte, spielte er sich in die schwedische B-Nationalmannschaft, für die er zwei Länderspiele bestritt. 1960 wechselte er zum Lokalrivalen Råå IF.
Als Mannschaftskapitän von Vikingarnas IF war er entscheidend am Aufstieg des Klubs in die erste Liga 1960 sowie dem anschließenden Meisterschaftsgewinn beteiligt. 1963 verließ er den Klub und wechselte zum Drittligisten IS Göta. Auch mit seinem neuen Klub erreichte er 1965 die Allsvenskan und gewann als Aufsteiger den Meistertitel. Später zog er zum unterklassig spielenden HF Olympia weiter und beendete seine Laufbahn beim HK Gubbarna Wargo aus Landskrona. Als Seniorenspieler kehrte er zu Vikingarnas IF zurück und gewann 1978 noch einmal die Seniorenmeisterschaft. 